# Mehr als ich kann
Mehr als ich kann ist ein österreichischer Dokumentarfilm aus dem Jahr 2011 zu den Erfahrungen von pflegenden Angehörigen in der privaten häuslichen Pflege.

## Handlung
Die Pflegealltag von Angehörigen, zumeist bei den Eltern, Partnern und Kindern, ist zumeist eine Überforderung und findet im Verborgenen statt. Die Angehörigen kommen in Interviews selbst zum Wort. Sie zeigen ihre Grenzerfahrung mit Hilflosigkeit, ihre Trauer und Wut, und auch die generationsübergreifende Neubestimmung von menschlichen Werten, die damit einherging.

## Struktur
Der Film entstand mit Unterstützung des Österreichischen Komitees für Soziale Arbeit (ÖKSA) und dem Bundesministerium für Unterricht, Kunst und Kultur und in Kooperation mit der Interessengemeinschaft pflegender Angehöriger. Er kann getrennt in drei Kapiteln Warum wir? Was darf ich da noch leben? Du bist die Starke. von je 15 Minuten und einem Zusatzfilm Was es dazu noch zu sagen gibt ... von 13 Minuten im schulischen Bereich eingesetzt werden. Ein Medienbegleitheft zur DVD 12496, erstellt von Christian Eder und Philipp Klutz, gibt Anregungen für die Verwendung des Films im Unterricht an Schulen.

## Auszeichnungen
- 2011: Anerkennungspreis: Österreichischer Pflege- und Betreuungspreis 2011[2]
- 2011: Anerkennungspreis: Gesundheitspreis der Stadt Wien zu Medien/Öffentlichkeitsarbeit